# Dionísio de Alexandria
Dionísio de Alexandria (em latim: Dionysius Alexandrinus), chamado o Grande, foi o patriarca de Alexandria, entre os anos de 248 e 265. Há muitas informações sobre Dionísio em virtude da extensa correspondência expedida por ele em vida. Porém, apenas uma das cartas originais sobreviveu e conhecemos as demais pelas transcrições feitas por Eusébio de Cesareia em sua História Eclesiástica. No entanto, estas informações são mais detalhadas a partir da eleição ao episcopado.

## Vida

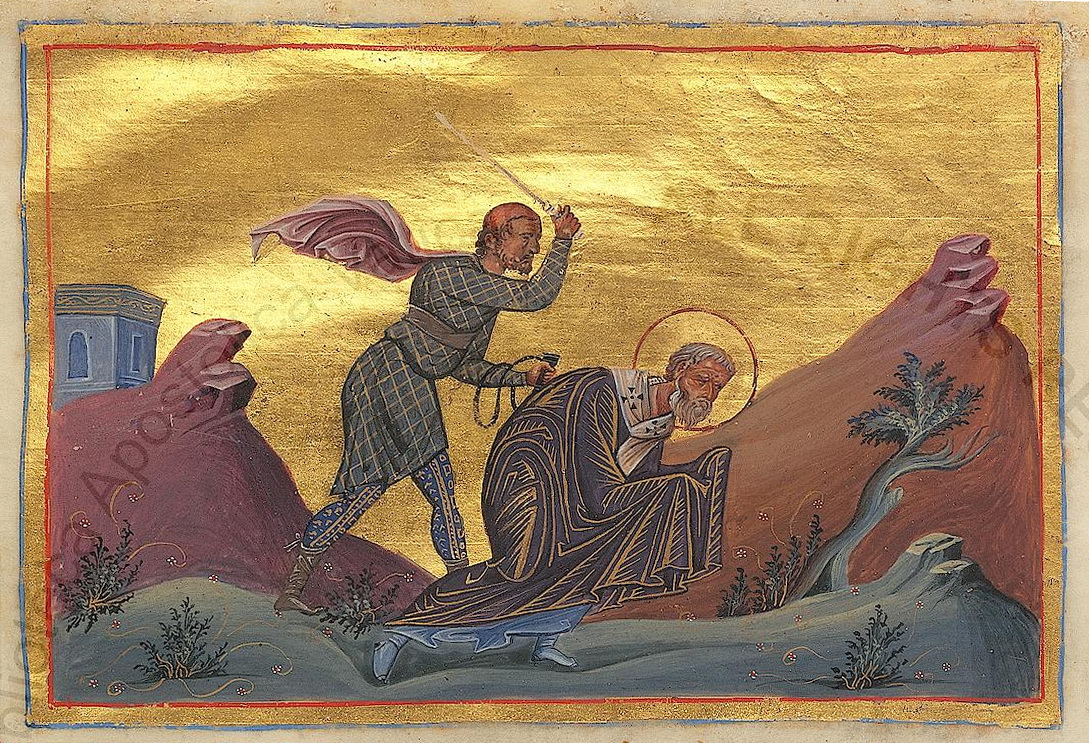
Dionísio de Alexandria no Menológio de Basílio II

Dionísio nasceu numa família pagã rica na transição do século II para III. Ele dispendeu a maior parte de sua vida lendo livros e cuidadosamente estudando as tradições heréticas. Ele se converteu ao Cristianismo já numa idade madura e discutiu sua experiência de conversão com Filemon, um presbítero de Sisto II. Ele se converteu após ter recebido uma visão, que ele atribuiu a Deus. Nela, ele foi vigorosamente comandado a estudar as heresias que estavam desafiando a igreja cristã para que pudesse refutá-las através do estudo da doutrina. Após sua conversão, Dionísio se juntou à famosa Escola Catequética de Alexandria e foi um aluno de Orígenes e Héraclas de Alexandria. 
Mais tarde, Dionísio se tornou presbítero da igreja cristã e sucedeu a Héraclas (que se tornou patriarca) como reitor da Escola Catequética de Alexandria, em 231. Em seguida, ele foi elevado à posição de patriarca de Alexandria (papa das igrejas que se tornariam, no futuro, a Igreja Copta e da Igreja Ortodoxa de Alexandria) em 248, sucedendo ao já falecido Héraclas.
Segundo Jerônimo, ele faleceu no décimo-segundo ano do imperador Galiano, em 264-265. Dionísio é considerado santo pelas Igrejas Católica Romana e Ortodoxa, sendo sua festa comemorada em 17 de novembro.

### Controvérsias
O nome de Dionísio de Alexandria encontra-se envolvido em inúmeras controvérsias no século III, especialmente por conta das perseguições aos cristãos que recrudescem a partir de 249.

#### Fugas constantes
Nos dois primeiros anos do episcopado de Dionísio, uma sucessão de eventos negativos teve lugar em Alexandria: a perseguição contra os cristãos, uma guerra civil e uma grande epidemia. Em todo esse período, Dionísio permaneceu escondido em sua cidade.
Mais tarde, quando Décio se tornou o imperador, um edito foi publicado, ordenando a todos os cidadãos - incluindo, obviamente, os cristãos - que prestassem culto aos deuses imperiais. Em virtude disto, Dionísio fugiu, escondendo-se em Mareótis e, mais tarde, no deserto da Líbia. "Esta fuga lhe custará, como a Cipriano, um ataque por parte dos mártires, fato que explica a posição por ele assumida em controvérsias posteriores".

#### A questão dos confessantes
Outras duas controvérsias relacionaram-se aos fiéis que deixaram de confessar a fé cristã por ocasião da perseguição.
Em 251, Cornélio foi eleito bispo de Roma. No entanto, ele foi acusado de ter comprado um certificado de sacrifícios aos deuses imperiais (o libellus) a fim de escapar da perseguição. O grupo que não concordava com isto elegeu um outro bispo, Novaciano, "que pregava a severidade contra aqueles que não haviam confessado a fé durante a perseguição". Nesta contenda, Dionísio manifestou-se claramente a favor de Cornélio, pois também ele era acusado de não sustentar claramente a confissão cristã durante a perseguição.
Quando Estevão sucedeu a Cornélio, deu-se uma outra crise. Como Novaciano havia batizado muitos fiéis durante seu episcopado rival ao de Cornélio, surgiu a questão: o que fazer com estes batizados, já que Novaciano não era considerado o bispo verdadeiro? Estevão de Roma readmitiu tais fiéis na Igreja, apenas impondo-lhes as mãos como sinal de autoridade. Cipriano de Cartago, no entanto, não concordava com esta prática, pois considerava nulo o batismo de Novaciano. Por isso, tais fiéis deveriam ser rebatizados. "Informado por Cipriano, Dionísio tomou o partido deste, em muitas cartas por ele enviadas a Roma, sob Estevão e seu sucessor Sisto II"

#### Controvérsia sobre a doutrina da Trindade
Neste mesmo período, na Pentápole líbia, surgiu uma controvérsia a respeito da doutrina da Santíssima Trindade. O bispo de Ptolemaida foi acusado de sabelianismo pelos seus colegas. Tantos os favoráveis quanto os contrários apelaram à autoridade de Dionísio, que se manifestou contrário ao bispo. Este mesmo bispo apelou ao bispo de Roma, também chamado Dionísio, que enviou uma carta à Igreja de Alexandria reprendendo seu homônimo. "Dionísio de Alexandria se desculpou com uma 'Confutação e apologia' em quatro livros". Atanásio cita fragmentos destas obras em seu livro De sententia Dionysii.

## Obras
Em suas biografias sobre os principais autores cristãos de seu tempo (De Viris Illustribus, cap. 69), São Jerônimo listou as obras de Dionísio:
- Diversas cartas para comunidades cristãs e bispos a respeito da controvérsia novacianista, inclusive uma para o próprio Novaciano sobre as alegações de que ele teria sido ordenado bispo de Roma 'contra sua vontade'. O começo desta carta é assim:

| “ | Dionísio para Novaciano, seu irmão o saúda. Se você foi mesmo ordenado contra sua vontade, como diz, você o provará quando você por sua própria, renunciar. | ” |
|   | — Carta a Novaciano, Dionísio de Alexandria, citado por Jerônimo.                                                                                           |   |

- Um conjunto de epístolas sobre a data da Páscoa, sobre as perseguições e sobre assuntos diversos da igreja: Sobre Mortalidade, Sobre o Sabbath. Além disso, várias comunicações com outros bispos
- Epístolas aos principais heréticos do seu tempo: Basilides, Nepos de Arsinoe,[6] Paulo de Samósata e o próprio Novaciano.